# Pont de Penang
Le pont de Penang (en malais Pulau Pinang Jambatan) est un pont à haubans situé en Malaisie qui relie l'île de Penang à la péninsule Malaise, entre Gelugor et Seberang Perai. Le pont, traversant le détroit de Penang, est également lié à l'autoroute Nord-Sud dans Prai et Jelutong Expressway à Penang. 
Il a été officiellement ouvert au trafic le 14 septembre 1985. Sa longueur totale est de 13,5 km, ce qui en fait le deuxième plus long pont du pays, après l'inauguration en mars 2014 du second pont de Penang situé à une dizaine de kilomètres plus au Sud,. 

## Caractéristiques
Il s'agit d'un pont à haubans avec l'éventail en forme de harpe.
- Longueur totale : 13,5 km
- Longueur au-dessus de l'eau : 8,4 km
- Viaduc d'entrée : 1,5 km
- Bretelle d'accès : 3,6 km
- Voie : 2 files par sens sauf au centre où elles sont 3. La mise à trois voies est en cours.
- Hauteur des tours au-dessus de l'eau : 101,5 m
- Tirant d'air : 33 m
- Distance entre les tours : 225 m
- Distance entre tour et terre côté île : 107,5 m
- Distance entre tour et terre côté péninsule : 40 m
- Vitesse limite : 80 km/h
- Pente maximale : 3,0 %

## Péage
Il s’agit d’un pont à péage. Penang Bridge Sdn Bhd (PBSB) est le titulaire de la concession dont elle assure la gestion. Le pont a été conçu par un résident local de Penang, Tan Sri Datuk Professeur Ir. Chin Fung Kee, une autorité bien connue dans l’ingénierie géotechnique et ancien vice-chancelier intérimaire de l'Université de Malaya. 
Avant 1985, le transport entre l'île et le continent était exclusivement dépendant du service de ferry appartenant à Penang effectuant la liaison entre Butterworth et George Town. 
D'un prix comparable à celui de la traversée en ferry, le trafic n’est payé qu’en arrivant sur l'île. Il n'y a pas de frais pour quitter l'île.

## Élargissement et second pont
Le pont de Penang est en cours d’élargissement pour être porté de 4 à 6 voies pour accueillir l'accroissement du trafic.
Le second pont de Penang (ou Sultan Abdul Halim Muadzam Shah Bridge) situé à environ 10 km plus au sud, a été inauguré le 1er mars 2014 après six ans de travaux.